# Revels Cayton
Revels Cayton né le 5 juin 1907 à Seattle, dans l'État de Washington et mort le 4 novembre 1995 à San Francisco, dans l'état de Californie, est un militant américain des droits civiques et un dirigeant syndical, il a été secrétaire-trésorier du Conseil du district de San Francisco de la Fédération maritime du Pacifique.

## Biographie

### Jeunesse et formation
Revels Cayton, est le fils de Horace R. Cayton Sr. et de Susie Revels Cayton, et le petit-fils du sénateur américain Hiram Revels et le frère du sociologue Horace R. Cayton Jr. (en).
Revels fait ses études primaires à la Rainer Elementary School puis ses études secondaires à la Garfield High School (Seattle) (en). En juin 1929, Revels obtient son diplôme d'études secondaires, son dossier scolaire ne lui permettant pas d'être admis à l'université il va chercher un emploi, mais la grande dépression rend le travail rare, et en 1932, Revels décide de suivre des cours à l'Université de Washington. C'est sur le campus de l'université que Revels, déjà ouvert aux mouvements ouvriers, découvre le communisme et assiste aux réunions de la Ligue des jeunes communistes des États-Unis.

### Carrière
Au début des années 1930, Revels entre dans l'organisation The Colored Marines Employment Benevolent Association (CMEBA) qui rassemble les cuisiniers et stewards de la marine dont la mission est de lutter contre les discriminations raciales à l'embauche.
Revels devient une des figures du Parti communiste des États-Unis d'Amérique, dont l'un des points de son programme était d'intégrer les ouvriers afro-américains dans les luttes prolétariennes, conformément aux résolutions de la question noire aux États- Unis du Comintern de 1928 et 1930,. Ce qui conduit le CPUSA et l'International Labor Defense à soutenir les causes des Scottsboro Boys, condamnés à mort à la suite d'un procès bâclé, entaché de racisme. Revels crée un groupe à Seattle pour sauver ces jeunes gens de la mort,.
Le 19 février 1934, Revels à la tête d'un groupe comprenant des membres du Parti communiste des États-Unis d'Amérique (CPUSA) et de la League of Struggle for Negro Rights entrent dans une réunion du conseil municipal de Seattle pour exiger des lois qui rendraient illégale la discrimination fondée sur la race.
En 1940, il rejoint Paul Robeson et Joe Johnson au sein de l'International Longshore and Warehouse Union (ILWU) syndicat des dockers afro-américains, tous les trois demandent une articulation avec le panafricanisme.
Par ses activités, Revels est fiché comme communiste par le FBI en 1943,.
De 1945 à 1947, Revels est le secrétaire général du National Negro Congress.
En 1960, il est directeur du San Francisco Housing Authority (en), agence qui gère les logements sociaux et leur accès, c'est dans ce cadre, qu'avec Ruth Maguire, il lance l'ensemble immobilier du St. Francis Square à San Francisco .
Il finit sa vie publique comme maire-adjoint de San Francisco, chargé des programmes sociaux.
Revels Cayton décède le samedi 4 novembre 1995 dans son domicile de San Francisco à l'âge de 88 ans.